# Mohammed Arrhioui
Mohammed Arrhioui (árabe: محمد أرغيوي), nacido en 1995, es un artista marroquí. Vive y trabaja en Casablanca, Marruecos. Graduado por la Escuela de Bellas Artes de Casablanca, fue seleccionado por la compañía francesa para su primera residencia artística en el marco del programa Labo Résilience.

## Vida y trabajo
Mohammed Arrhioui, nacido en 1995, vive y trabaja en Casablanca (Marruecos).

## Trabajo como artista
La obra de arte de Mohammed Arrhioui se centra en explorar la vulnerabilidad humana y su representación. Su obra se caracteriza por palabras llenas de humildad, que revelan el sufrimiento del cuerpo y su sufrimiento. Utilizando la metáfora de las cáscaras de huevo, representa la piel humana, abierta para revelar las heridas más profundas del yo. Su representación del dolor, las relaciones personales e íntimas, realza la diversidad de la cultura. Las pinturas figurativas de Mohammed Arrhioui cuestionan así la fragilidad del ser humano y las manifestaciones físicas resultantes.

## Una exposición colectiva
- 2024: Estilo y materiales, Arty Africa Theatre, Casablanca, Marruecos[10]
- 2024: Regalo, Galerie Duende Art Projects, Amberes, Bélgica[11]
- 2023: Peatones, Galerie Duende Art Projects, Amberes, Bélgica[12]
- 2023: Monumento a la puerta, Exposición de arte 1-54, Galería Noir Sur Blanc, Marrakech, Marruecos
- 2022: Premio Nacional de Artes Plásticas, Galería Bab Rouah, Rabat, Marruecos[13]
- 2022: Arte contemporáneo en perspectiva, Galería Prestigia Anfa Real Estate, Casablanca, Marruecos[14]
- 2022: Convergencias 2, Villa des Arts, Casablanca, Marruecos[15]
- 2021: Polimorfismo, Galería Escape3, Ciudad del Cabo, Sudáfrica[16]
- 2021: Plurielles Matters, Galerie Abla Aabou, Rabat, Marruecos[17]
- 2021: Serapeum Road, Galería Escape3, Ciudad del Cabo, Sudáfrica
- 2020: Exposición de la Colección Online "Bellas Artes Solidarias Maroc"
- 2018: Exposición colectiva, Galería de la Escuela Superior de Bellas Artes, Casablanca, Marruecos
- 2016: Exposición Colectiva, Exposición de la Escuela de Obras Públicas Hassania, Casablanca, Marruecos

## Ferias
- 2024: AKAA (También conocida como África) Galerie Duende Art Projects, París, Francia
- 2023: PAN AMSTERDAM, Galerie Duende Art Projects, Ámsterdam, Países Bajos

## Premio[18][19]
- 2022: Premio Nacional de Artes Plásticas, Ministerio de Juventud, Cultura y Comunicación, Marruecos
- 2022: Primer premio regional de artes plásticas, representantes regionales del Ministerio de Cultura, región de Casablanca-Settat, Marruecos

## Trabajo publicado
- Coquille d'Oeuf et Résine sur Panneau